# Economia dello Yemen

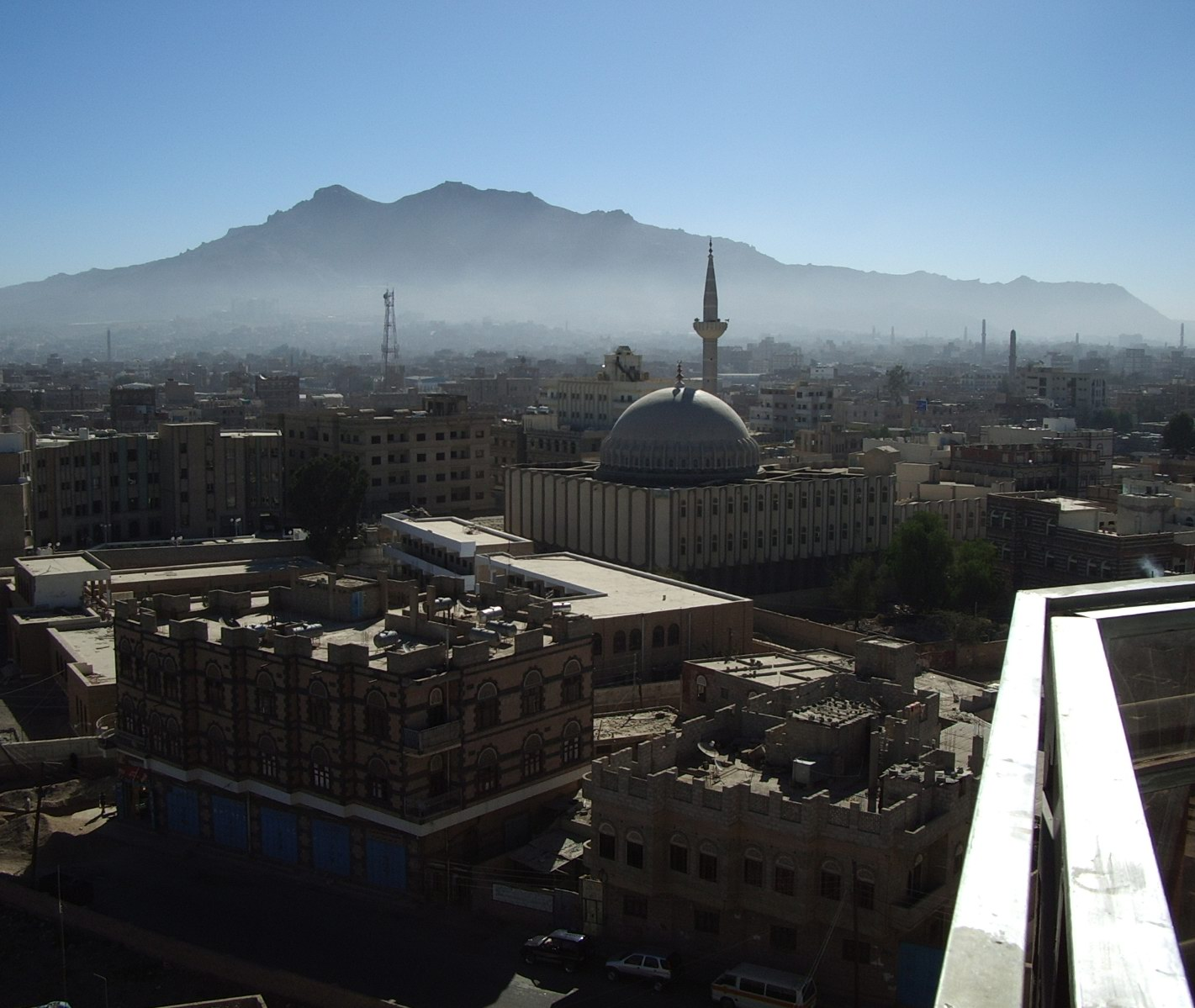
Sanʿāʾ è la capitale ed il principale centro commerciale ed economico dello Yemen

L'economia dello Yemen è una delle più povere e meno sviluppate al mondo. Al momento dell'unificazione dello Yemen, la Yemen del sud e lo Yemen del nord avevano un sottosviluppato ma molto diverso sistema economico. Dall'unificazione, l'economia è stata costretta a sostenere le conseguenze del sostegno dello Yemen all'Iraq durante la Guerra del Golfo Persico del 1990-91: l'Arabia Saudita ha espulso quasi 1 milione di lavoratori yemeniti, e sia l'Arabia Saudita che il Kuwait hanno ridotto significativamente gli aiuti economici allo Yemen. La Guerra civile del 1994 ha ulteriormente colpito l'economia dello Yemen. Di conseguenza, lo Yemen ha fatto molto affidamento sugli aiuti delle agenzie multilaterali per sostenere l'economia negli ultimi 24 anni. In cambio, si è impegnato ad attuare importanti riforme economiche. Nel 1997 il Fondo monetario internazionale (FMI) ha approvato due programmi per aumentare in modo significativo il credito dello Yemen: il meccanismo rafforzato di adeguamento strutturale (ora noto come strumento per la riduzione della povertà e la crescita, o PRGF) e il meccanismo di finanziamento esteso (EFF). Negli anni successivi, il governo yemenita ha tentato di attuare le riforme prefissate: riduzione del libro paga del servizio civile, eliminazione del diesel e altri sussidi, riduzione della spesa per la difesa, introduzione di una imposta sulle vendite generale e privatizzazione delle industrie statali. Tuttavia, i progressi limitati hanno portato l'FMI a sospendere i finanziamenti tra il 1999 e il 2001.

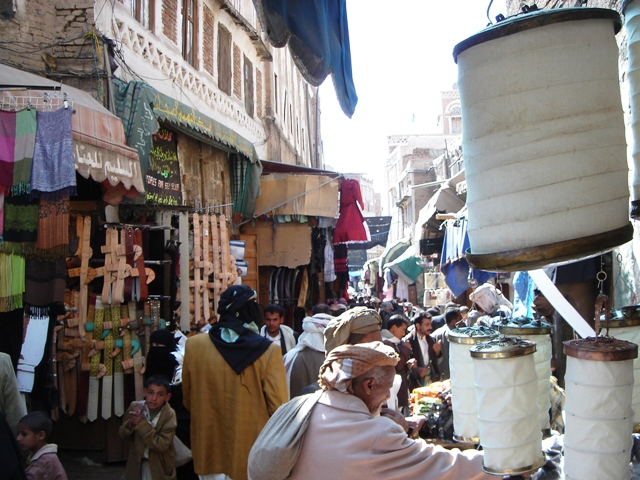
Mercato nello Yemen.

Alla fine del 2005, la Banca mondiale (che nell'ottobre 2002 ha esteso allo Yemen un pacchetto quadriennale di sostegno economico di 2,3 miliardi di dollari USA, insieme ad altri istituti di credito bilaterali e multilaterali) ha annunciato che, in conseguenza dell'incapacità dello Yemen di attuare riforme significative, ha ridotto gli aiuti finanziari di un terzo nel periodo da luglio 2005 a luglio 2008. Una componente chiave del pacchetto da 2,3 miliardi di dollari — 300 milioni di dollari in finanziamenti agevolati — è stata trattenuta, in attesa del rinnovo del PRGF dello Yemen con l'FMI, che è attualmente in fase di negoziazione. Tuttavia, nel maggio 2006 la Banca mondiale ha adottato una strategia di assistenza allo Yemen, in base alla quale fornirà circa 400 milioni di dollari in crediti nel periodo dal 2006 al 2009. A novembre 2006, in una riunione dei partner di sviluppo dello Yemen, è stato promesso un totale di 4,7 miliardi di dollari in sovvenzioni e prestiti agevolati per il periodo 2007-2010. Allo stato attuale, nonostante possieda notevoli risorse di petrolio e gas e una notevole quantità di terra agricola produttiva, lo Yemen rimane uno dei paesi a basso reddito più poveri del mondo; oltre l'80% (2018) della popolazione vive in povertà. L'afflusso di una media di 1.000 rifugiati somali al mese nello Yemen in cerca di lavoro è un ulteriore problema per l'economia, che già deve far fronte a un tasso di disoccupazione dal 20 al 40 per cento. Lo Yemen continua ad essere sottoposto a forti pressioni per attuare le riforme economiche, per evitare di dover affrontare la perdita del supporto finanziario internazionale estremamente necessario.
Nel nord, le interruzioni della Guerra civile yemenita del nord (1962–1970) e i frequenti periodi di siccità hanno inferto duri colpi a un settore agricolo precedentemente prospero. La produzione di caffè, in passato la principale esportazione del nord e la principale forma di valuta estera, è diminuita con l'aumento della coltivazione di khat. La bassa produzione industriale interna e la mancanza di materie prime hanno reso lo stato yemenita dipendente da un'ampia varietà di importazioni.
La Guerra civile yemenita e la campagna di bombardamenti aerei della coalizione dell'Arabia Saudita nello Yemen hanno ulteriormente devastato l'economia yemenita. A causa della guerra civile, lo Yemen soffre di inflazione e svalutazione della moneta con l'economia che si è contratta del 50% dall'inizio della guerra civile.  Secondo dati aggiornati al 2017, lo stato ha prodotto nel 2017 un PIL di 73,63 miliardi di dollari americani a parità di potere d'acquisto e di $54.356 miliardi in termini nominali. Secondo i dati del 2017 l'agricoltura produce l'20.3% del PIL, l'industria il 11.8% e il terziario il 67,9%.

## Agricoltura e allevamento e pesca

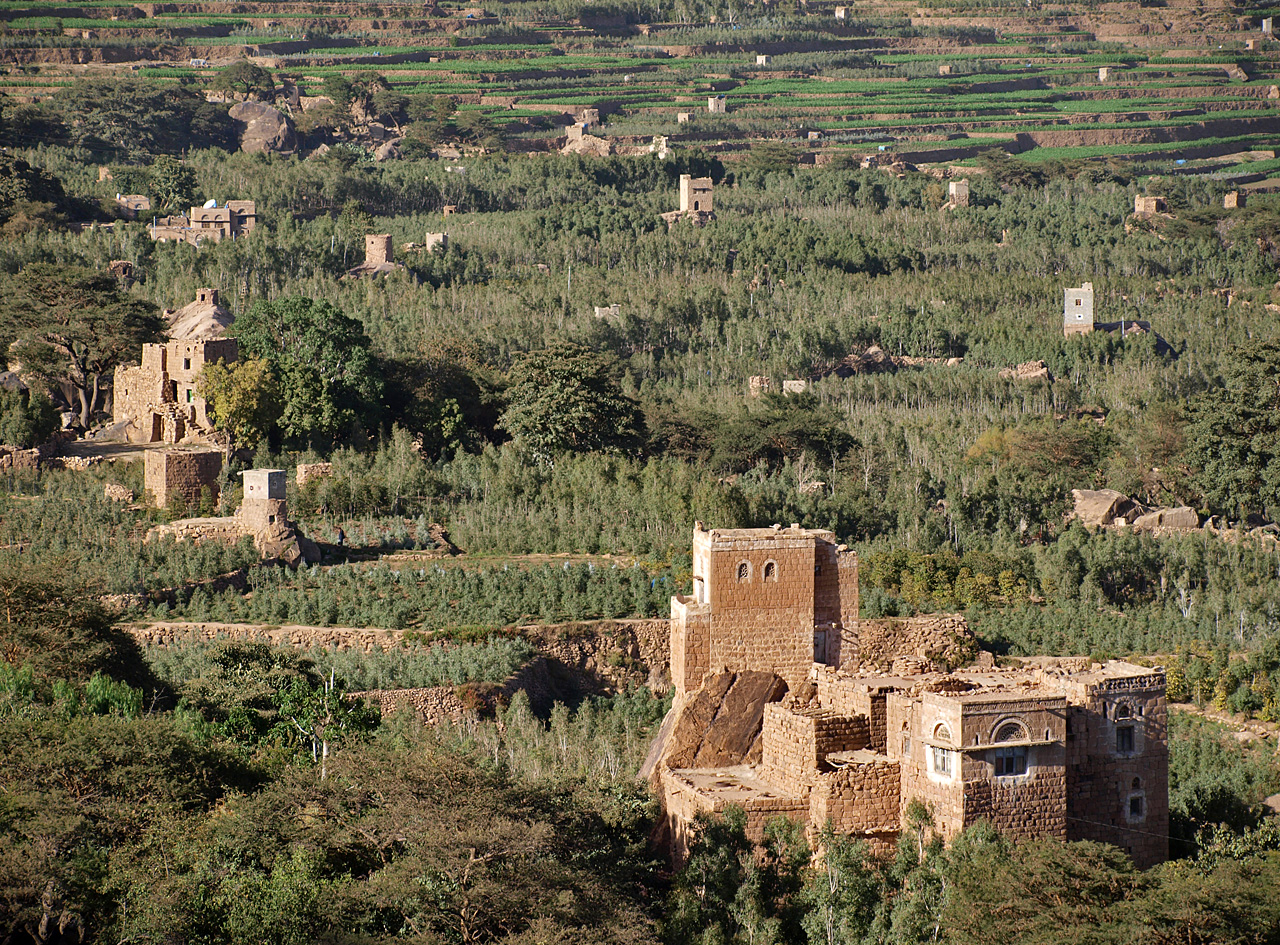
Coltivazione del qāt nello Yemen.

L'agricoltura è il pilastro dell'economia dello Yemen, generando oltre il 20 per cento del prodotto interno lordo (PIL) dal 1990 (20,4 per cento nel 2005 secondo la Banca centrale dello Yemen). L'agricoltura impiega più della metà (54,2 per cento nel 2003) della popolazione attiva yemenita. Tuttavia, il Governo federale degli Stati Uniti suggerisce che il settore rappresentasse solo il 13,5% del PIL nel 2005. Numerosi problemi ambientali ostacolano la crescita in questo settore: erosione del suolo, invasione delle dune di sabbia e deforestazione ma il problema di gran lunga più grande è la scarsità d'acqua. A causa dei bassi livelli di precipitazioni, l'agricoltura in Yemen fa molto affidamento sull'estrazione delle acque sotterranee, una risorsa che si sta esaurendo. Le falde acquifere dello Yemen stanno diminuendo di circa due metri all'anno. L'uso di irrigazione ha reso frutta e verdura le principali colture da reddito dello Yemen. Con l'aumento della produzione di colture irrigue, la produzione di colture tradizionali alimentate a pioggia come i cereali è diminuita. Secondo la Banca centrale dello Yemen, la produzione di khat, una pianta leggermente narcotica e ampiamente coltivata che produce stimolanti naturali quando le sue foglie vengono masticate, è aumentata del 6,7% nel 2005 e ha rappresentato il 5,8% del PIL; il consumo di khat è diffuso in Yemen. Secondo la World Bank e altri economisti, la coltivazione di questa pianta svolge un ruolo dominante nell'economia agricola dello Yemen, costituendo il 10% del PIL e impiegando circa 150.000 persone mentre consumano circa il 30% dell'acqua di irrigazione e lo spostamento di aree di terra che potrebbero altrimenti essere utilizzate per caffè, frutta e verdura esportabili.

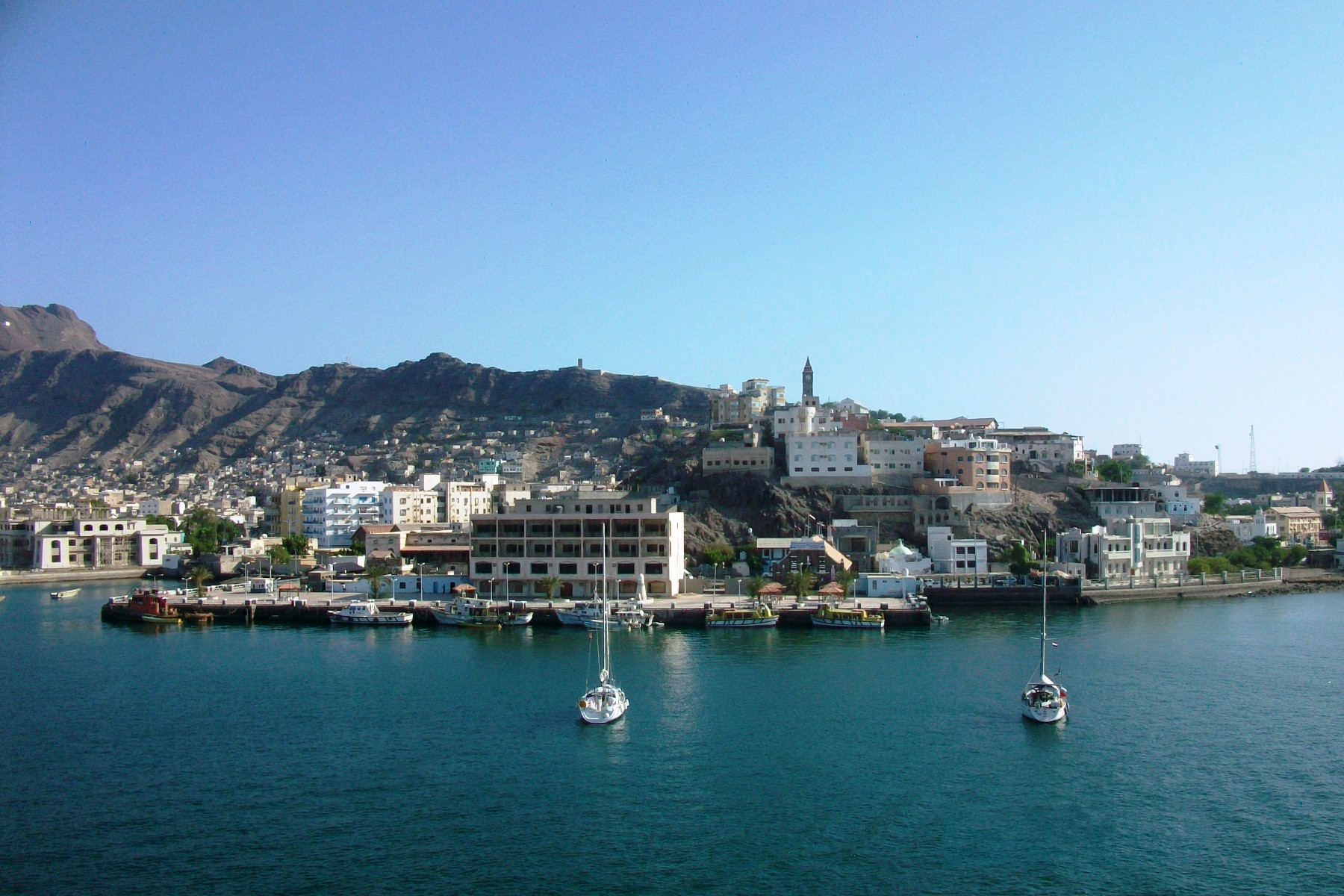
Porto di Aden

Sebbene le vaste acque territoriali e le risorse marine dello Yemen abbiano il potenziale per produrre 840.000 tonnellate di pesce ogni anno, l'industria della pesca è relativamente sottosviluppata ed è composta principalmente da singoli pescatori su piccole imbarcazioni. Negli ultimi anni, il governo ha revocato le restrizioni alle esportazioni di pesce e la produzione ha raggiunto un quarto della capacità, producendo entrate per un valore di 260 milioni di dollari nel 2005. Pesce e prodotti ittici costituiscono solo l'1,7% del PIL dello Yemen ma sono la seconda esportazione più grande. Nel dicembre 2005, la Banca mondiale ha approvato un credito di 25 milioni di dollari per un progetto di gestione e conservazione della pesca da applicare a tutti i governatorati costieri lungo il Mar Rosso e il Golfo di Aden. Questo progetto dovrebbe migliorare le strutture per lo sbarco del pesce e le aste; fornire ghiaccio per la conservazione del pesce; e consentire al Ministero della pesca dello Yemen di intraprendere attività di ricerca, pianificazione della gestione delle risorse e regolamentazione più efficaci..

## Industria

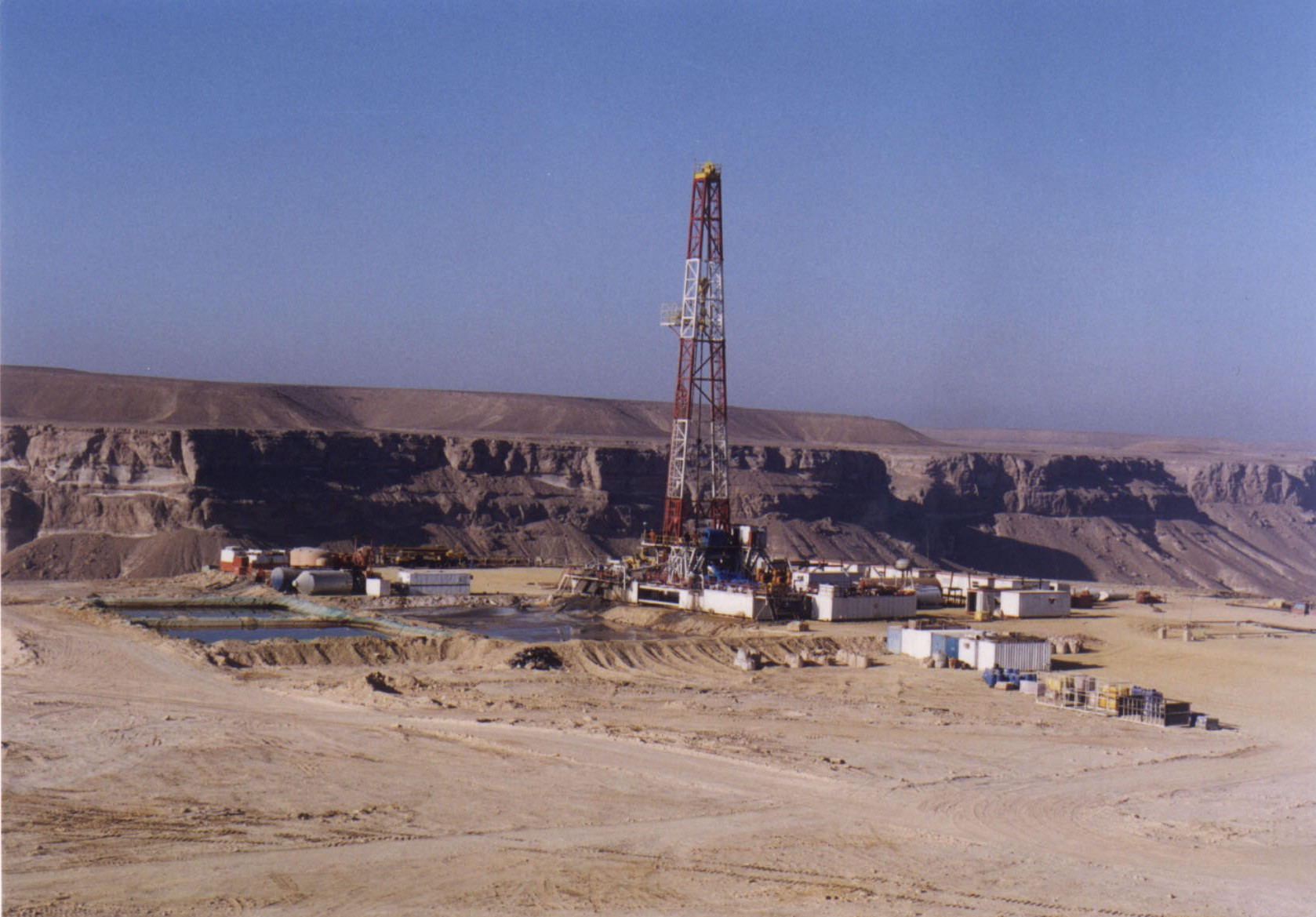
Giacimento di petrolio nello Yemen.

Lo Yemen è un produttore di petrolio e ha importanti giacimenti di petrolio e gas offshore non sfruttati. A differenza di molti produttori regionali di petrolio, lo Yemen fa molto affidamento su compagnie petrolifere straniere che hanno accordi di condivisione della produzione con il governo. Il reddito dalla produzione di petrolio costituisce dal 70 al 75% delle entrate del governo e circa il 90% delle esportazioni. Lo Yemen contiene riserve comprovate di petrolio greggio di oltre 9 bilioni di barili (1,4×109 m³), anche se a causa della guerra, parecchio petrolio sta andando perduto dai vecchi giacimenti del paese, che sono stati distrutti dalla guerra e dalla corruzione. La Banca mondiale prevede che le entrate del petrolio e del gas dello Yemen crolleranno presto se il conflitto non si fermerà..
A seguito di una piccola scoperta nel 1982 nel sud, una compagnia americana ha trovato un bacino petrolifero vicino a Ma'rib nel 1984. Un totale di 27 000 metri cubici al giorno (170 000 barili al giorno) furono estratti lì nel 1995. Una piccola raffineria di petrolio iniziò le operazioni vicino a Ma'rib nel 1986. Anche una scoperta sovietica nel governatorato meridionale di Shabwah si è rivelata un successo solo marginale. Un consorzio occidentale ha iniziato ad esportare petrolio daMasila nell'Hadhramaut nel 1993 e la produzione ha raggiunto 67 000 m³/d (420 000 bbl/d) nel 1999. Ci sono state nuover scoperte di petrolio nei blocchi di Jannah (precedentemente noto come Joint Oil Exploration Area) e nei blocchi di East Shabwah. Le esportazioni di petrolio dello Yemen nel 1995 hanno fruttato circa 1 miliardo di dollari. Si stima che i giacimenti offshore di petrolio e gas dello Yemen contengano miliardi di barili di petrolio e gas.
L'olio di Marib contiene gas naturale associato.
Nel settembre 1995, il governo yemenita ha firmato un accordo che designava Total della Francia come società capofila per un progetto per l'esportazione di gas naturale liquefatto (GNL). Nel 1997, la Yemen Gas Company si è unita a varie società private per fondare la Yemen LNG (YLNG). Nell'agosto 2005, il governo ha dato l'approvazione finale a tre accordi di fornitura di GNL, consentendo a YLNG di aggiudicare un contratto da 2 miliardi di dollari ad un consorzio internazionale per costruire il primo impianto di liquefazione del paese a Balhat, sulla costa del Mar Arabico. Il progetto prevede un investimento di 3,7 miliardi di dollari in 25 anni, con una produzione di circa 6,7 milioni di tonnellate di GNL all'anno, con spedizioni che probabilmente andranno negli Stati Uniti e in Corea del Sud. La produzione di GNL è iniziata nell'ottobre 2009. Il governo dello Yemen prevede che il progetto GNL aggiunga 350 milioni di dollari al suo budget e gli consenta di sviluppare un'industria petrolchimica..

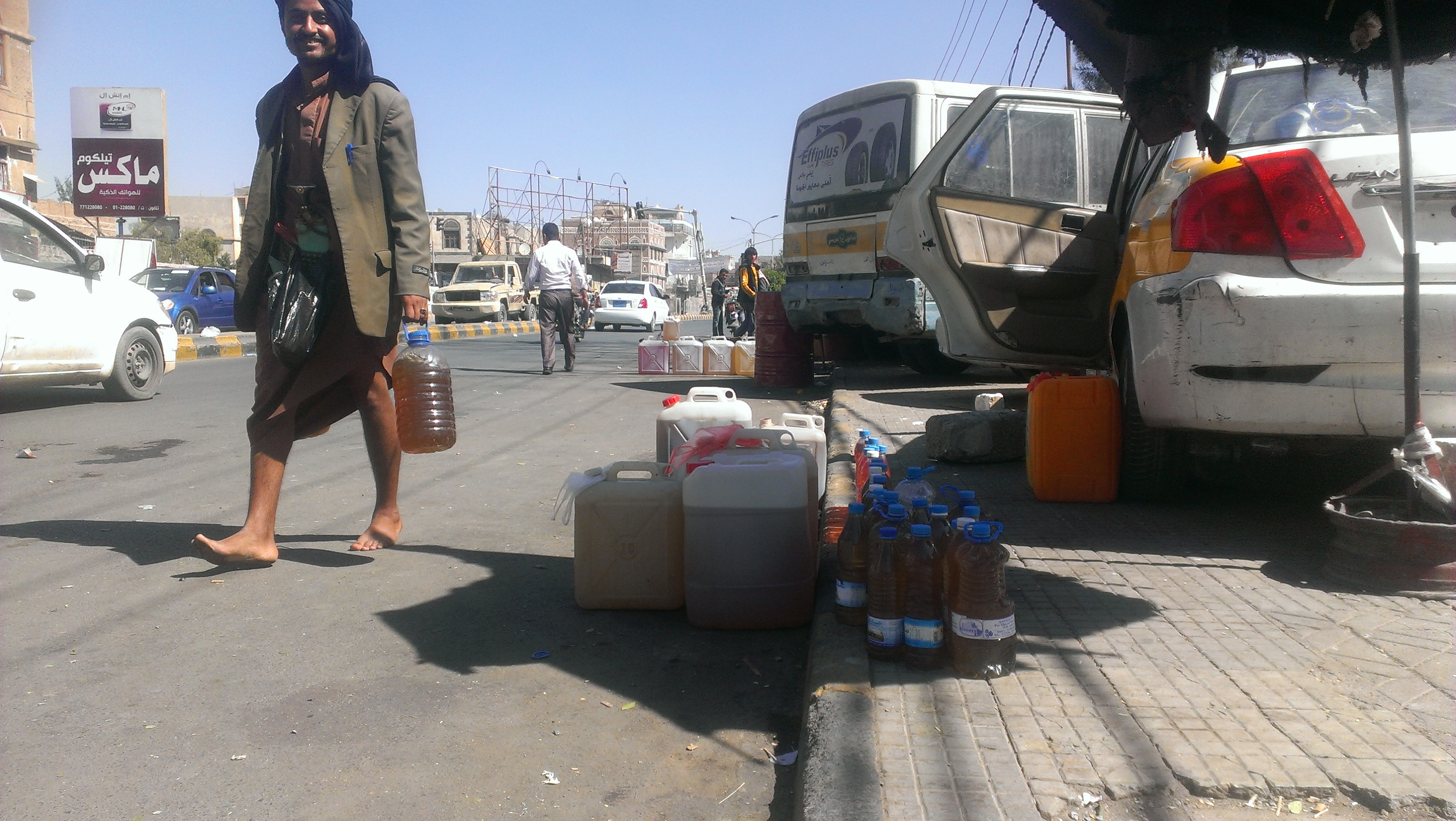
Mercato nero di carburante nello Yemen.

Il governo degli Stati Uniti stima che il settore industriale dello Yemen costituisca il 47,2% del prodotto interno lordo (PIL). Insieme ai servizi, all'edilizia e al commercio, l'industria rappresenta meno del 25% della forza lavoro. Il maggior contributore alla produzione del settore manifatturiero è raffinazione del petrolio, che genera circa il 40 percento delle entrate totali. Il resto di questo settore è costituito dalla produzione di beni di consumo e materiali da costruzione. La produzione costituiva circa il 9,5% del PIL dello Yemen nel 2005. Nel 2000 lo Yemen aveva quasi 34.000 stabilimenti industriali con un totale di quasi 115.000 lavoratori; la maggior parte degli stabilimenti erano piccole imprese (da uno a quattro dipendenti). Quasi la metà di tutti gli stabilimenti industriali è coinvolta nella lavorazione di prodotti alimentari e bevande; la produzione di farina e olio da cucina è aumentata negli ultimi anni. Circa il 10% degli stabilimenti sono classificati come produttori di prodotti metallici misti, come serbatoi di accumulo dell'acqua, porte e finestre.

## Servizi e terziario

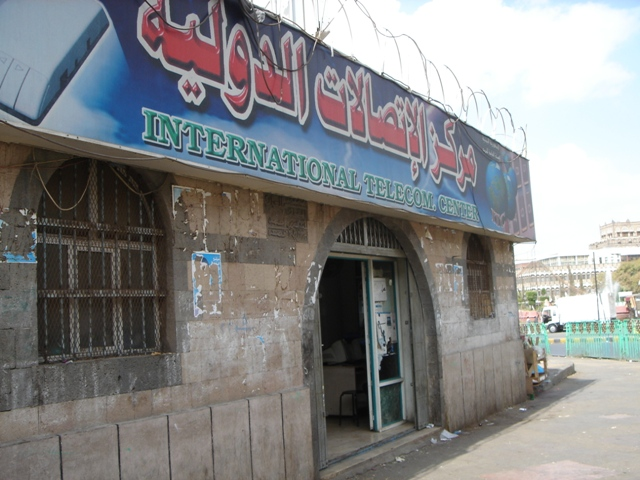
Un internet café a Sana'a.

Gli economisti hanno riferito che il settore dei servizi dello Yemen costituiva il 51,7% del prodotto interno lordo (PIL) nel 2002 e il 52,2% del PIL nel 2003. Il governo degli Stati Uniti stima che il settore dei servizi rappresentasse il 39,7% del PIL nel 2004 e il 39,3% nel 2005.
Il settore turistico dello Yemen è ostacolato sia da infrastrutture limitate che da notevoli problemi di sicurezza. Gli hotel e i ristoranti del paese sono al di sotto degli standard internazionali e il trasporto aereo e stradale è in gran parte inadeguato. I rapimenti di turisti stranieri restano una minaccia, soprattutto al di fuori delle principali città. Insieme agli attentati terroristici al porto di Aden nel 2000 e nel 2002, la minaccia di rapimenti rappresenta un deterrente significativo per il turismo. Secondo statistiche recenti sugli arrivi di turisti in Yemen, il numero di arrivi è salito a 398.000 presenze nel 2015.

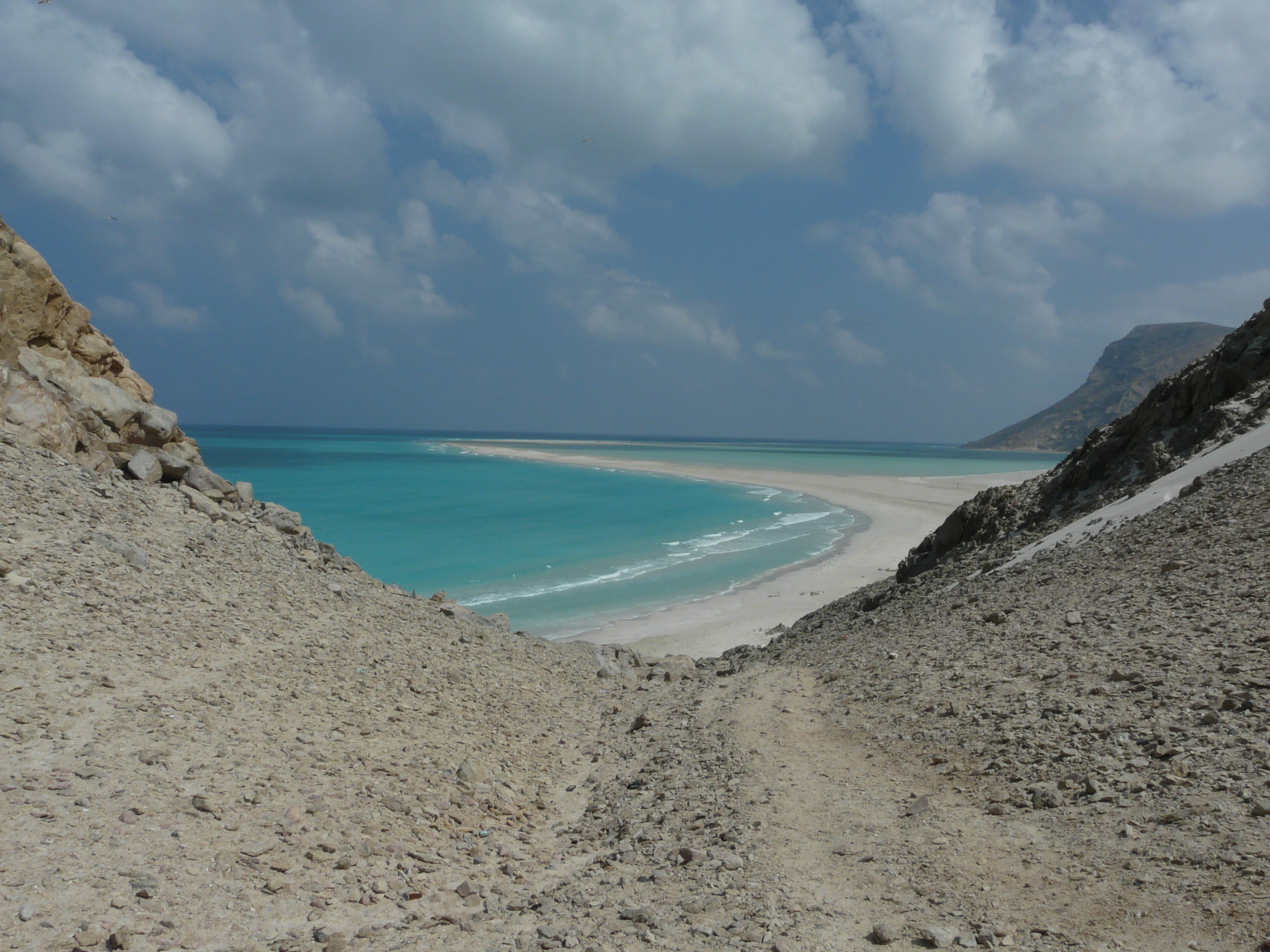
Qlinsia, Isola di Socotra.

Il turismo è una grande risorsa per lo stato, ed ha notevolissime potenzialità di crescita soprattutto sulla costa, nelle isole (Socotra, Kamaran, ʿAbd al-Kūrī, Perim e le isole Hanish) e nella capitale Sana'a grazie a un mare praticamente incontaminato, ai siti storici e archeologici e all'architettura di case, palazzi, forti, moschee e minareti. In forte crescita il settore delle telecomunicazioni; infatti al 2019 erano 1 253 287 le linee telefoniche, mentre nel 1999 erano solo 188.000; anche la telefonia cellulare ha avuto un boom passando dai 8 250 cellulari del 1995 ai 16 158 030 cellulari del 2019; la linea internet dal 2008 invece sta diffondendosi sempre di più passando dai 370 000 utenti del 2008 ai 7 659 884 nel 2019.

## Forza lavoro
Al 2017 c'era una forza lavoro di 7,425,000	 abitanti, dato in crescita.

## Altri dati
Altri indicatori economici di rilievo sono:
- Debito pubblico: 74.5% del PIL (2017)
- Inflazione: 24,7 % (2017)
- Popolazione sotto la soglia di povertà: 54% (2014)[18]
- Coefficiente di Gini: 37,9 (2009)[19]